# Riuttasaari (ö i Mellersta Finland, Jyväskylä, lat 62,32, long 26,13)
Riuttasaari är en ö i Finland. Den ligger i sjön Lievestuoreenjärvi och i kommunen Laukas i den ekonomiska regionen  Jyväskylä ekonomiska region  och landskapet Mellersta Finland, i den centrala delen av landet, 250 km norr om huvudstaden Helsingfors. Öns area är 2,4 hektar och dess största längd är 300 meter i nord-sydlig riktning.